# Autonoma vapensystem
Autonoma vapensystem är vapensystem som, när de en gång aktiverats, kan välja och bekämpa mål utan vidare ingripande av en mänsklig operatör.

## Avgränsning mot automatiserade vapensystem
Autonoma vapensystem och (fullt) automatiserade vapensystem, som integrerar robottekniska lösningar, måste hållas isär. Automatiserade vapensystem är utformade så de visserligen kan välja och bekämpa mål utan ytterligare mänsklig insats efter aktivering – oftast som statiskt eller plattformbundet försvar av bemannade anläggningar eller plattformar för att lokalt avvärja försök till tidskritiska mättnadsattacker –, men att mänskliga operatörer tillåts överta vapensystemens drift och att utöva lämpliga grader av mänskligt omdöme om användning av våld, om detta anses påkallat av de konkreta omständigheterna för vapensystemens insats i en given stridsmiljö. Således är förarlösa flygfarkoster (”unmanned aerial vehicles”, UAV) med beväpning (”unmanned combat aerial vehicles”, UCAV) inte autonoma robotar, utan fjärrstyrda flygplan; missilförsvarssystem som de fartygsburna Aegis- och Phalanx-systemen eller de landbaserade Patriot- och Järnkupolen-systemen är exempel på fullt automatiserade vapensystem, men inte på autonoma vapensystem.

## Folkrättsliga spörsmål
När det gäller att fastställa folkrättsenligheten av ett vapensystem, finns det två skilda rättsaspekter som behöver analyseras, och ett vapen måste uppfylla båda aspekternas förutsättningar innan det lagligen kan användas på ett slagfält:

### Den folkrättsliga vapenrätten
som är till för att leda i bevis att ett vapen är folkrättsenligt i sig. Denna specifika del av folkrätten styrs av två principer som gäller som internationell sedvanerätt, men som också är traktatfästa:
- Den första regeln, som finns i artikel 51:4(b) i 1977 års tilläggsprotokoll I (SÖ 1979:22) till Genèvekonventionerna den 12 augusti 1949 rörande skydd för offren i internationella väpnade konflikter, förbjuder användningen av vapensystem som är urskillningslösa till sin natur.

- Den andra regeln, återgiven i artikel 35:2 i 1977 års tilläggsprotokoll I (SÖ 1979:22) till Genèvekonventionerna den 12 augusti 1949 rörande skydd för offren i internationella väpnade konflikter, förbjuder att välja vapensystem som är av sådan beskaffenhet att de förorsakar onödigt lidande eller överflödig skada.

I syfte att tillförsäkra sig att dessa två principer efterlevs, måste en stat som vill utveckla, anskaffa eller välja ett nytt vapen genomföra en grundlig folkrättslig granskning. Detta granskningskrav, som återfinns i artikel 36 i 1977 års tilläggsprotokoll I (SÖ 1979:22) till Genèvekonventionerna den 12 augusti 1949 rörande skydd för offren i internationella väpnade konflikter, har till uppgift att ålägga staterna en skyldighet att se till att nya vapen inte fungerar på ett godtyckligt sätt och att de inte orsakar onödigt lidande eller överflödig skada. Sverige har transformerat denna folkrättsliga förpliktelse genom en nationell lagstiftningsakt, förordningen om folkrättslig granskning av vapenprojekt (2007:936). Enligt förordningens 2 § första stycke ansvarar Vapenprojektdelegationen – d.v.s. Delegationen för folkrättslig granskning av vapenprojekt – för denna granskning. Jämlikt lagrummets andra stycke ska delegationen även följa vad som sker med vapenprojekt av större vikt som har granskats av den. Vapenprojektdelegationen är ett rådgivande organ åt de ansvariga politiska beslutsfattningsinstanserna.

### Målurvalets och målbekämpningens folkrätt
vars tillämpning avgör om användningen av ett vapensystem under pågående fientligheter skulle vara förbjuden på något sätt enligt krigets lagar (eller, med en synonym beteckning, enligt humanitär folkrätt). Förutsatt det specifika vapnet uppfyller den folkrättsliga vapenrättens bestämmelser såsom de utvecklats i det föregående, måste alltjämt vapnets konformitet med målurvalets och målbekämpningens folkrätt prövas för att kunna avgöra, om det finns anledning att på något sätt förbjuda vapnets faktiska användning. Vid denna analys har tre principer i humanitär folkrätt helt avgörande betydelse, nämligen
- åtskillnadsprincipen,
- proportionalitetsprincipen och
- principen om försiktighetsåtgärder vid anfall.

Användningen av ett vapensystem – även ett sådant som anses uppfylla förutsättningarna enligt principerna i den folkrättsliga vapenrätten – är folkrättsstridig om den vid beaktandet av omständigheterna i det enskilda fallet skulle medföra eller utgöra brott mot någon av dessa tre principer.
Därutöver måste de personer som auktoriserar, leder eller handhar användningen av dessa vapensystem göra det med lämplig omsorg och i enlighet med krigets lagar, gällande internationella överenskommelser, vapensystemens säkerhetsregler samt tillämpliga insatsregler.

## Staters praxis
På grund av de nuvarande tekniska begränsningarna finns det ännu så länge få försvarsmakter som utvecklar autonoma vapensystem för att se om de kan göras militärt användbara. Men det måste hållas för visst att åtskilliga försvarsmakter hyser ett intresse att anskaffa dem när de en gång kommer att nå tillräcklig teknisk mognad. Ett exempel på befintlig statspraxis när det gäller autonoma vapensystem är USA:s försvarsdepartements riktlinje 3000.09 . Till exempel kräver riktlinjen att vapensystem inte ska fungera för fort så att mänsklig granskning överhuvud förblir möjlig och att de förfogar över användargränssnitt som skolade operatörer kan förstå. Ett tillkortakommande med DoDD 3000.09 är att åtskillnaden mellan autonoma vapensystem och fullt automatiserade vapensystem – i riktlinjen betecknade som ”halvautonoma vapensystem” – inte tillämpas konsekvent och att gränsdragningen mellan dessa typer av vapensystem stundom är oklar.